# Thomas Villadsen
Thomas Villadsen (n. 4 septembrie 1984, Copenhaga, Danemarca) este un fotbalist danez care evoluează la echipa FC Nordsjælland pe postul de portar.

## Carieră
A debutat pentru Ceahlăul Piatra Neamț în Liga I pe 20 februarie 2010 într-un meci câștigat împotriva echipei Steaua București.

## Titluri
| Sezon     | Club           | Titlu            |
| --------- | -------------- | ---------------- |
| 2006-2007 | F.C. Copenhaga | Superliga Daneză |